# Crkva sv. Mavra u Žednom
Crkva sv. Mavra (Sv. Mavar), rimokatolička crkva u selu Žednom, otok Čiovo. Zaštićeno kulturno dobro.

## Opis dobra
Crkvica sv. Mavra podignuta je jugozapadno od sela Žedno najvjerojatnije u 13.st. U današnjoj crkvi koja je naknadno pregrađivana sačuvali su se dijelovi starije crkve iz razdoblja romanike i to slijepe arkade u unutrašnjosti. Crkva je pačetvorinasta s polukružnom apsidom i zvonikom na preslicu, a sprijeda je u novije vrijeme sagrađen trijem.

## Zaštita
Pod oznakom RST-138, rj.br.: 35/160-1963 zavedena je kao nepokretno kulturno dobro - pojedinačno, pravna statusa zaštićena kulturnog dobra, klasificirano kao "sakralna graditeljska baština".